# Norstensfjärden
Norstensfjärden är en fjärd i Stockholms södra skärgård. Den begränsas i väster av Fjärdlång och Ängsön-Marskär, av Norsten i öster och av Villinge i norr. I söder ansluter den till Huvudskärsfjärden.